# Кольцун, Филипп Иванович
Филипп Иванович Кольцун (8 января 1919 — 27 февраля 1994) — командир отделения 223-го инженерно-сапёрного батальона (37-я Бранденбургская Краснознаменная ордена Кутузова инженерно-сапёрная бригада, 69-я армия, 1-й Белорусский фронт), младший сержант, участник Великой Отечественной войны, кавалер ордена Славы трёх степеней.

## Биография
Родился 8 января 1919 года в селе Молдово ныне Саратского района Одесской области (Украина) в семье крестьян. Украинец.
Окончил начальную школу. Работал в колхозе плотником.
В Красной армии и на фронте в Великую Отечественную войну с июня 1941 года. Воевал на Юго-Западном, Брянском, Центральном (с 20 октября 1943 года – Белорусский, с 24 февраля 1944 года – 1-й Белорусский) фронтах. Принимал участие в оборонительном сражении на юго-западном направлении, битве за Москву, Воронежско-Ворошиловградской оборонительной операции, Орловской, Гомельско-Речицкой, Люблин-Брестской, Варшавско-Познанской и Берлинской наступательных операциях.
Обеспечивал переправы войск через реку Висла в ходе Люблин-Брестской наступательной операции, работал на строительстве мостов – 2 и 3 августа в районе села Застув-Карчмиски (ныне гмина Вилькув Пулавского повята Люблинского воеводства, Польша), а 4 и 5 августа – в районе села Люцимя (ныне гмина Пшиленк Зволенского повята Мазовецкого воеводства). В холодной воде, под артиллерийским обстрелом и бомбёжкой он устанавливал козлы и забивал сваи, способствуя своевременной постройке переправы.
Приказом командующего 69-й армией от 23 октября 1944 года красноармеец Кольцун Филипп Иванович награждён орденом Славы 3-й степени.
В ночь на 6 сентября 1944 года ходе укрепления оборонительных рубежей 312-й стрелковой дивизии на пулавском плацдарме районе села Зажече (ныне гмина Пулавы Пулавского повята Люблинского воеводства, Польша) под сильным пулемётным и миномётным огнём противника, установил 85 противопехотных мин. Всего за период с 28 августа по 9 сентября 1944 года перед фронтом дивизии им было установлено 350 мин и 300 погонных метров проволочных заграждений. Приказом командира 312-й стрелковой дивизии награждён медалью «За отвагу».
14 января 1945 года в районе села Зажече сапёрное отделение под командованием Ф. И. Кольцуна проделало проходы в проволочных заграждения противника, обеспечив выдвижение стрелковых подразделений к переднему краю обороны врага. В ходе боя в глубине обороны, обеспечивая продвижение танков, сапёры обезвредили 22 противотанковых мины. На подступах к фортам крепости Познань (Польша) 1 февраля 1945 года Ф. И. Кольцун огнём из личного оружия уничтожил 3 немецких солдат. Командиром батальона представлен к награждению орденом Красной Звезды.
Приказом командующего 69-й армией от 18 марта 1945 года младший сержант Кольцун Филипп Иванович награждён орденом Славы 2-й степени.
Отделение Ф. И. Кольцуна выполняло боевую задачу по установке минного поля перед передним краем 312-й стрелковой дивизии в ночь на 2 апреля 1945 года южнее города Лебус (ныне район Меркиш-Одерланд, земля Бранденбург, Германия). Под миномётным и пулемётным обстрелом, в непосредственной близости от переднего края противника сапёры за ночь установили 520 противопехотных мин. В ночь перед началом Берлинской наступательной операции 16 апреля 1945 года проделал проход в проволочном заграждении противника, обеспечив быстрый выход стрелкового подразделения к переднему краю врага. 17 апреля, сопровождая подразделение самоходной артиллерии, его отделение, продвигаясь под огнём противника впереди самоходных орудий, обезвредило 128 противотанковых мин. При выполнении боевого задания Ф. И. Кольцун был ранен, но продолжал выполнять поставленную задачу. Сапёры не допустили ни одного подрыва нашей техники.
Указом Президиума Верховного Совета СССР от 31 мая 1945 года за образцовое выполнение боевых заданий командования на фронте борьбы с немецкими захватчиками и проявленные при этом доблесть и мужество гвардии младший сержант Кольцун Филипп Иванович награждён орденом Славы 1-й степени.
В мае 1946 года демобилизован. Жил в селе Мирнополье Саратского района Одесской области (Украина). Работал в машинно-тракторной станции, комбайнером в колхозе. Умер 27 февраля 1994 года. Похоронен на кладбище села Мирнополье.

## Награды
- Орден Отечественной войны I степени (11.03.1985)[3]

- Полный кавалер ордена Славы:
  - орден Славы I степени (31.05.1945)[4];
  - орден Славы II степени (18.03.1945)[5];
  - орден Славы III степени (23.10.1944)[5];

- медали, в том числе:
  - «За отвагу» (20.09.1944)[6]
  - «Медаль «За оборону Москвы»»
  - «В ознаменование 100-летия со дня рождения Владимира Ильича Ленина» (6 апреля 1970)
  - «За победу над Германией» (9 мая 1945[7])[8];
  - «За взятие Берлина» (9.5.1945)[8];
  - «Медаль «За освобождение Варшавы»» (09.06.1945)[8];
  - «20 лет Победы в Великой Отечественной войне 1941—1945 гг.» (7 мая 1965[9])
  - «30 лет Победы в Великой Отечественной войне 1941—1945 гг.»[10]
  - 40 лет Победы в Великой Отечественной войне 1941—1945 гг.[11]

- - «30 лет Советской Армии и Флота»[12]
  - «40 лет Вооружённых Сил СССР»[13]
  - «50 лет Вооружённых Сил СССР» (26 декабря 1967[14])
- Знак «25 лет победы в Великой Отечественной войне» (1970)

## Память
- На могиле установлен надгробный памятник
- Его имя увековечено в Главном Храме Вооружённых сил России, и навсегда запечатлено на мемориале «Дорога памяти»